# Programme commun des Nations unies sur le VIH/sida

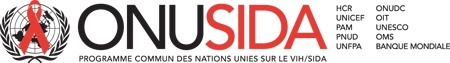
Logo d'ONUSIDA.

Le Programme commun des Nations unies sur le VIH/sida ou plus simplement ONUSIDA est un programme de l'ONU destiné à coordonner l'action des différentes agences spécialisées de l'ONU pour lutter contre la pandémie de VIH / sida.
Créé le 1er décembre 1995, son siège est à Pregny-Chambésy en Suisse. L'Ougandaise Winnie Byanyima est la directrice exécutive de l'ONUSIDA depuis le 1er novembre 2019.
En février 2025, la suppression par Donald Trump et Elon Musk du financement américain de l'ONUSIDA pourrait avoir des conséquences dévastatrices pour la lutte contre le VIH/sida dans le monde (et secondairement contre la tuberculose qui se développe chez les personnes immunodéprimées non protégées), mettant en danger des millions de vies et compromettant les progrès réalisés jusqu'ici dans la lutte contre ces épidémies mondiales.

## Histoire
Avant la création de ONUSIDA, l'Organisation mondiale de la santé (OMS) est l'organisme des Nations unies chargé de la gestion du Sida. En 1994, le Conseil économique et social adopte une résolution pour créer un organisme chargé de la lutte contre le Sida au sein des Nations unies. À sa création, l'ONUSIDA coordonne certaines actions de six organismes : l'OMS, l'Organisation des Nations unies pour l'éducation, la science et la culture (Unesco), le Programme des Nations unies pour le développement (PNUD), le Fonds des Nations unies pour la population (FNUAP), le Fonds des Nations unies pour l'enfance (Unicef) et la Banque mondiale. Par la suite, ONUSIDA intègre aussi des actions l'Office contre la drogue et le crime à partir de 1999, de l'Organisation internationale du travail (OIT) à partir 2001, du Programme alimentaire mondial en 2003 et du Haut Commissariat des Nations unies pour les réfugiés à partir de 2004.
En février 2025, Donald Trump et le DOGE font stopper le financement de la majorité de ses programmes d'aide étrangère (dont l'ONUSIDA qui dépend à 50 % des fonds américains pour coordonner la réponse mondiale, avec 50 % des 200 millions de dollars de budget de l'Agence venant des États-Unis). Cela affecte gravement les efforts mondiaux de lutte contre le VIH/sida, alertent les experts. Parmi les pays affectés figurent l'Afrique du Sud, particulièrement touchée par le VIH/sida. L'ONUSIDA pourrait devoir licencier une partie de ses 600 employés, au détriment de la riposte mondiale au VIH. La tuberculose qui est la première cause de décès chez les personnes atteintes du sida, risque de fortement progresser, avec des variants antibiorésistants. Cinq cent soixante-cinq mille sud-africains de plus pourraient contracter le VIH supplémentaires avec 601 000 décès supplémentaires d'ici 2034, si le financement américain n'est pas remplacé ; et sans le suivi et l'évaluation des patients et des traitements, le risques de perte d'efficacité des traitements est sérieux.

## Rôle
ONUSIDA a été créé afin de coordonner des programmes nationaux et onusiens en vue de mettre en œuvre une politique globale de lutte contre le SIDA.
Son second rôle est d'informer au sujet de la pandémie de SIDA, tant sur les plans médical (nombre de personnes infectées) et social (conditions de vie des personnes vivant avec le VIH) qu'économique (impact économique).

## Budget
L'ONUSIDA dispose d'un budget biennal, le Budget-Plan de Travail Intégré (BPTI), qui pour la période 2010-2011 s'élève à 484 millions de dollars.

## Institutions de l'ONU travaillant avec ONUSIDA
Pour pouvoir combattre efficacement le sida, ONUSIDA coordonne le travail de 11 agences spécialisées de l'ONU (nommées les « coparrainants »), qui sont :
- le Haut Commissariat des Nations unies pour les réfugiés (UNHCR)
  - aide logistique et combat contre le VIH / sida dans les populations déplacées
- le Fonds des Nations unies pour l'enfance (UNICEF)
  - pour la protection des enfants atteints du VIH / sida ou dont les parents le sont
- le Programme alimentaire mondial (PAM)
  - pour servir de « point d'entrée » aux équipes de prévention et de protection
- le Programme des Nations unies pour le développement (PNUD)
  - pour l'aide au développement des pays touchés par le VIH / sida
- le Fonds des Nations unies pour la population (FNUAP)
  - pour la protection des populations touchées directement ou indirectement par le VIH / sida
- l'Organe international de contrôle des stupéfiants (OICS)
  - pour la prévention et la protection dans les milieux toxicomanes
- l'Organisation internationale du travail (OIT)
  - pour la protection et la prévention des travailleurs atteints du VIH / sida ou étant en contact proche avec ces derniers
- l'Organisation des Nations unies pour l'éducation, la science et la culture (UNESCO)
  - pour la prévention et l'information sur le VIH / sida
- l'Organisation mondiale de la santé (OMS)
  - pour la coordination des équipes médicales
- la Banque mondiale
  - pour les prêts financiers
- l'Entité des Nations unies pour l'égalité des sexes et l'autonomisation des femmes (ONU-Femmes)

## Autres rôles
L'ONUSIDA compte un de ses membres dans le Conseil d'administration du Fonds mondial de lutte contre le sida, la tuberculose et le paludisme, ou Fonds mondial.
L’ONUSIDA travaille avec Caritas Internationalis afin de bénéficier de l’expertise des organisations parrainées par l’Église catholique dans leur travail de riposte au sida. Des efforts conjoints ont abouti à un message du pape Benoît XVI en décembre 2005, appelant à la compassion à l’égard des personnes vivant avec le VIH.

## Controverses
En juin 2019, le directeur général Michel Sidibe démissionne de son poste 6 mois avant son terme, à la suite d'un rapport mettant en cause sa direction, rapport ayant été mis en place après un dépôt de plainte d'une employée contre le directeur adjoint concernant une agression sexuelle,.